# Paradise (plantage)
Paradise was een koffieplantage aan de Nickerie in het district Nickerie in Suriname. De plantage lag stroomafwaarts naast de plantage Plaisance en stroomopwaarts naast de plantage Phoenix.

## Geschiedenis
De grond werd in 1799 door gouverneur-generaal Jurriaan François de Friderici uitgegeven aan Isaac Levy Preeger. De grond had een grootte van 500 akkers. Preeger handelde echter uit naam van Friderici, die het bezit in hetzelfde jaar alweer overdeed aan de Schot John Stuart die met een aantal slaven uit Grenada was gekomen. Stuart kocht kort daarop ook de gronden waar de latere plantages Waterloo, Nursery en Hazard gevestigd zouden worden. Hij bracht deze gronden echter nooit in cultuur. Dat deed hij wel met een andere aankoop, namelijk de plantage Diamond, helemaal stroomafwaarts aan de rivier. Deze plantage bracht hij het eerst in cultuur en daar bouwde hij ook zijn woning. Ook de plantage boven Diamond, het aan de kust gelegen Union werd door hem tot bloei gebracht.
Na 1820 liet zijn zoon William de plantage inrichten als een suikerrietplantage. Hij woonde zelf in Forque in het graafschap Aberdeenshire in Schotland waar zijn zuster Ann in 1823 trouwde  met James Cruickshank. Onder leiding van deze familie schakelde de plantage na 1841 volledig over op de productie van suiker. De plantage was toe al drie keer zo groot als in het begin om dat William de buurplantages Longmay en Plaisance had opgekocht. Ook Phoenix en het daaronder gelegen lot no. 5 waren in zijn bezit.
Ten tijde van de slavenemancipatie in 1863 was Anthony Dessé de eigenaar. Hij was in die tijd een van de rijkste mannen in de kolonie en had samen met zijn zoon Edmund een groot aantal plantages in zijn bezit, waaronder Catharina Sophia. 
Tot het eind van de 19e eeuw zou de plantage in bezit blijven van deze familie.  In 1870 werd er een school geopend.
Niet lang daarna werd de plantage voor ƒ 4000,- opgekocht door het gouvernement en ingericht als vestigingsplaats voor ex-contractanten. Dit was de start voor een bloeiende periode van kleine landbouw. In 1898 werd er een kerk van de Evangelische Broedergemeente Suriname geopend. In 1921 waren er al 206 kleinlandbouwers, en was het areaal verkaveld in 277 percelen. De productie bestond voornamelijk uit cacao en rijst.
A la bonne heure · Anna's Zorg · Akkerboom · Alliance · Alkmaar · Andresa · Auka · Andreesgift · Bantaskine · Barbados · Batavia · Beekenhorst · Belladrum · Bellevue · Belwaarde · Beninenburg · Berg en Dal · Bergen op Zoom · Berlijn (Commewijne) · Berlijn (Para) · Bethlehem · Boksweide · Boston · Botany Bay · Boxel · Bronswijk · Brouwerslust · Bruinendaal · Bucklebury · Buitenrust · Burnside · Cadrosspark · Caledonia · Campenburg · Cannewapibo · Catharina Sophia · Clevia  · Cliffort-Kokshoven · Clyde · Concordia · Concordia en een Kwart Lot · Courcabo · De Dageraad · De Goede Vriendschap · De Resolutie · De Vier Hendrikken · Diamond · Dijkveld · Domburg · Dordrecht · Eendragt · Elisabeth's Hoop · Ellen · L'Espérance (Nickerierivier) · L'Espérance (Surinamerivier) · Esthersrust · Fairfield · Fortuin · Flora · Florentia · Frederiksburg · Frederiksdorp · Frederikslust · Geertruidenberg · Geyersvlijt · Glensander · Gloria · Groot Chatillon · Groot Marseille · Guadeloupe · Hague · Hamburg · Hamilton · Hamptoncourt · Hannover · Hazard · Hebron · Hecht en Sterk · Hooyland · Hope · Houttuin · Huntly · Huwelijkszorg · Inverness · Jagtlust · Jodensavanne · Johan & Margaretha · Johanna Catharina · Johanna Maria · Johannesburg · John · Katwijk · Kent · Kerkshoven · Killenstein · Klein Bellevue · Kleinhoop · Krappahoek · Kroonenburg · Kwatta · La Jalousie · La Prosperité · La Rencontre · La Ressource (Saramacca) · La Ressource (Surinamerivier) · La Singularité · Laarwijk · Leasowes · Leliëndaal · Leonsberg · Livorno · Longmay · Lunenburg · Lust en Rust · Lustrijk · Maasstroom · Margarethenburg · Maria Petronella · Mariënbosch · Mariënburg · Margaretha's Gift · Mary's Hope · Meerzorg · Merveille · Moed en Kommer · Mon Bijou · Mon Souci · Mon Trésor · Monnikendam · Mopentibo · Morgenster · Moy · Nieuw Mocha · Nieuwzorg · Nieuwe Aanleg · De Nieuwe Grond · Nijd en Spijt · Novar · Nursery · Nut en Schadelijk · Onoribo · Onverwacht · Oranibo · Ornamibo · Overbrug · Overtoom 
· Oxford · Palestina · Paradise · Persévérance · Petersburg · Picardië · Peperpot · Pieterszorg · Plaisance · Poelwijk · Potosie · Purmerend · Reijnsdorp · Reijnsfort · Rijnberk · Roosenburg · Rorac · Rust en Werk · Rustenburg · Saltzhalen · Sans Souci · Saphir · Sarah · Sardam · Schaapstede · Schoonoord · Sinabo en Gelre · Sint Barbara · Sint Eustatius · Slootwijk · Sorgvliet · Spieringshoek · Standvastigheid · Suidwijn · Suzanna's Daal · Toevlugt (Surinamerivier) · Tout Lui Faut · Toledo · Totness · Tyronne · 't Vertrouwen · Victoria · Vierkinderen · Visserszorg · Voorburg · Voorzorg (Saramacca) · Vossenburg · Vredenburg · Vriendsbeleid en Ouderzorg · Vreeland · Waltonhall · Waldijk · Waterloo · Wederzorg · Welbedacht · Welgelegen (Commewijne) · Welgelegen (Coronie) · Welgevallen · Weltevreden · Wolffs Capoerica · Wolfenbüttel · 't Ylant · Zoelen · Zorg en Hoop (hout) · Zorg en Hoop (indigo) · Zorg en Hoop (katoen) · Zorg en Hoop (suiker)